# 白尾光鰓魚
白尾光鰓魚（學名：Chromis albicauda），又稱白尾光鰓雀鯛，是輻鰭魚綱鱸形目雀鯛科光鰓魚屬的其中一種，分布於西太平洋印度尼西亞至日本南部海域，深度25至70公尺，本魚體呈橢圓形而側扁，體色一般為黃色，上背部逐漸變成棕色，尾鰭白色，背鰭硬棘13枚、背鰭軟條11-12枚、臀鰭硬棘2枚、臀鰭軟條11-12枚，體長可達13.4公分，棲息在珊瑚礁區，成群活動，以浮游生物為食，繁殖期時成對出現，雄魚會守護卵直到孵化，生活習性不明。